# ククルモシン
ククルモシン(Cucurmosin)は、カボチャ属、特にニホンカボチャの果肉や種子で見られるI型のリボソーム不活性化タンパク質(RIP)である。量が多い時には、がん細胞のリボソームの活動を停止し、がん細胞にとっての毒性となる。ククルモシンは、カボチャ属が抗ウイルス薬、抗菌薬、抗細菌薬に対する防御として用いる物質である。健康な細胞と比べ、低用量でがん細胞を殺す。膵癌や急性骨髄性白血病の細胞でアポトーシスを誘導していると考えられている。